# Vernonia gomphrena
Vernonia gomphrena là một loài thực vật có hoa trong họ Cúc. Loài này được Walp. miêu tả khoa học đầu tiên năm 1843.